# James Stewart, 5. High Steward of Scotland
James Stewart (auch James the Steward oder the Stewart) (* um 1260; † 16. Juli 1309) war ein schottischer Adliger.

## Herkunft und Erbe
James Stewart entstammte der schottischen Familie Stewart. Er war der älteste Sohn von Alexander of Dundonald und dessen Frau Jean  Macrorie. Sein Vater unternahm eine Wallfahrt nach Santiago de Compostela, weshalb James vielleicht seinen für die damalige Zeit in Schottland ungewöhnlichen Namen erhielt. Sein Onkel Walter benannte sich als erstes Familienmitglied nach dem Amt des Stewards, das dann zum Familiennamen Stewart wurde. Nach dem Tod seines Vaters 1282 erbte James die umfangreichen Familienbesitzungen in Schottland und das Erbamt des Steward of Scotland. Das Amt des Stewards war zwar zu einem fast reinen Ehrentitel geworden, doch sicherte es dem Titelträger einen Platz im Kronrat. Zu Stewarts Besitzungen gehörten Renfrew, Bute und Kyle Stewart in Ayrshire sowie Güter in Teviotdale, Lauderdale und Lothian. Mit diesem Landbesitz war er auch einer der größten Magnaten Schottlands.

## Rolle während des schottischen Thronfolgestreits und unter König John Balliol
Stewart diente König Alexander III. als Ratgeber. Nach dem Unfalltod des Königs 1286 wurde er von einer Parlamentsversammlung zu einem der sechs Guardians of Scotland gewählt, die für die minderjährige Thronerbin Margarete die Regentschaft ausübten. Dabei war er zunächst ein Unterstützer des Thronanspruchs von Robert de Brus, Lord of Annandale. Am 20. September 1286 soll er zusammen mit anderen Baronen an dem Treffen in Turnberry Castle teilgenommen haben, bei dem sie Brus ihre Unterstützung zugesagt haben. Letztlich erkannten er und die anderen Unterstützer von Brus den Thronanspruch von Margarete an. Als diese jedoch 1290 starb und die Thronfolge nun völlig ungeklärt war, unterstützte Stewart wieder den Thronspruch von Brus. Er diente in der Gerichtsversammlung, die unter dem Vorsitz des englischen Königs Eduard I. über die Ansprüche der Anwärter auf den schottischen Thron entschied, als Vertreter von Brus. Statt Brus wurde jedoch 1292 John Balliol zum neuen König bestimmt. Obwohl Stewart mit dieser Entscheidung unzufrieden war, diente er als Sheriff von Ayrshire. Als Balliol 1293 neue Sheriffdoms schaffen wollte, sollte Stewart Sheriff eines großen Gebiets südlich von Argyll werden, das Bute, Cumbraes, Kintyre und vermutlich auch Arran umfassen sollte. Stewart blieb aber weiterhin eng mit der Familie Bruce verbunden. Während eines Parlaments im August 1293 unterstützte er die Übertragung des Earldom Carrick von Robert de Brus, einem Sohn des Thronanwärters, auf dessen Sohn Robert Bruce.

## Rolle während des Ersten Schottischen Unabhängigkeitskriegs

### Während des Kriegs von 1296
Über die Frage der Oberhoheit des englischen Königs über Schottland kam es schließlich zum Krieg zwischen England und Schottland. Stewart gehörte zu den schottischen Baronen, die Eduard I. Ende Juni 1295 zum Kriegsdienst für einen Feldzug im Krieg gegen Frankreich aufforderte. Wie König John Balliol und die anderen schottischen Barone ließ er sich aber entschuldigen und ignorierte die Aufforderung. Wahrscheinlich gehörte er zu den Baronen, die Anfang Juli 1295 John Balliol durch die Bildung eines zwölfköpfigen Staatsrats faktisch entmachteten. Im Februar 1296 besiegelte er während eines Parlaments mit die Anerkennung des Bündnisses mit Frankreich. Da Frankreich sich noch im Krieg mit England befand, war das Bündnis eine offene Kriegserklärung an England. Eduard I. führte daraufhin ein Heer nach Schottland. Stewart war Kommandant der wichtigen Grenzburg Roxburgh, doch nachdem ein englisches Heer die Schotten im April 1296 in der Schlacht bei Dunbar geschlagen hatte, war der schottische Widerstand gebrochen. Stewart übergab Roxburgh Castle am 5. Mai, unmittelbar nach der Niederlage. Am 13. Mai schwor er dem englischen König die Treue, anschließend führte er mit die Friedensverhandlungen mit dem englischen König. Er stellte sich in den Dienst der Engländer, nahm die Übergabe von Dumbarton und Kirkintilloch Castle entgegen, heiratete die Schwester eines anglo-irischen Magnaten und erwarb so Ländereien in Irland.

### Während des Kampfes gegen England von 1297 bis 1304
Stewart zog offenbar die englische Herrschaft dem Kampf für John Balliol vor, zumal er sich nicht nur die Beibehaltung seiner Stellung, sondern auch weitere Vorteile erhoffte. Doch schon bald musste er erkennen, dass die englische Herrschaft seine Stellung bedrohte. Deshalb gehörte Stewart 1297, als schottische Patrioten unter William Wallace den Kampf gegen England fortführten, wieder zu den schottischen Führern. Wahrscheinlich hatte er Wallace, der ein Vasall von ihm war, bei der Vorbereitung der Revolte unterstützt. Gegenüber den Engländern spielte er ein doppeltes Spiel. Als ein englisches Heer unter Henry Percy und Robert Clifford in Annandale und Nithsdale einfiel, ergab er sich zusammen mit William Douglas bei Irvine nach längeren Verhandlungen. Vorgeblich auf englischer Seite, erschien er vor der Schlacht von Stirling Bridge zusammen mit dem Earl of Lennox, als die Engländer sich zur Schlacht vorbereiteten. Lennox und er gaben vor, ihre Vasallen auf schottischer Seite zur Aufgabe bewegen zu wollen und verzögerten somit den Übergang des englischen Heeres über die Brücke. Als die Niederlage der Engländer offensichtlich wurde, gab Stewart dann den Befehl, den flüchtenden englischen Tross anzugreifen. In der Schlacht bei Falkirk 1298 führte er eine stattliche Rittertruppe, die aber angesichts der Überlegenheit der Engländer floh. Sein jüngerer Bruder John fiel dagegen in der Schlacht. Am 31. August 1298 erklärte der englische König die Besitzungen von Stewart für verwirkt und vergab sie an Sir Alexander Lindsay. Trotz der Niederlage von Falkirk setzten die Schotten den Kampf fort, wobei sie nun aber offene Feldschlachten vermieden und stattdessen einen Kleinkrieg gegen die englischen Besatzer und ihre schottischen Verbündeten führten. Mit zahlreichen anderen Baronen nahm Stewart 1299 an einem Raubzug in den Forest of Selkirk teil. Während der kurz darauf stattfindenden Ratsversammlung von Peebles, bei der es unter den Schotten zu heftigen Streitigkeiten kam, trug vor allem Stewart zur Beilegung der Konflikte bei. Im Herbst 1302 gehörte Stewart der schottischen Delegation an, die zum französischen König nach Paris reiste. Philipp IV. führte mit den Engländern Friedensverhandlungen, um den Krieg endgültig zu beenden. Die Schotten versuchten, in diesen Frieden mit einbezogen zu werden. Entgegen seiner früheren Zusagen schloss der französische König aber im Mai 1303 mit England den Frieden von Paris, in dem der Konflikt in Schottland nicht mit berücksichtigt wurde. Daraufhin kehrte Stewart nach Schottland zurück. Angesichts der nahezu aussichtslosen militärischen Lage unterwarf er sich wie fast alle schottischen Adligen im Februar 1304 dem englischen König. Dieser wollte aber Stewart erst begnadigen, nachdem der weiter flüchtige William Wallace gefasst worden war. Nach der Gefangennahme und Hinrichtung von Wallace musste sich Stewart dem König demütig unterwerfen und auf dessen Gnade hoffen. Ende 1305 erhielt er schließlich seine Besitzungen zurück.

### Unterstützung der Rebellion von Robert Bruce, letzte Jahre und Tod
Obwohl Stewart erst kurz zuvor seine Besitzungen zurück erhalten hatte, unterstützte er die Rebellion von Robert Bruce, der sich im März 1306 zum König der Schotten erhoben hatte. Eduard I. erklärte seine Besitzungen daraufhin erneut für beschlagnahmt und vergab sie an den Earl of Lincoln. Nach der Niederlage in der Schlacht bei Methven und der Flucht von Bruce ergab sich Stewart am 23. Oktober 1306 erneut dem englischen König, worauf er seine Besitzungen zurückerhielt. Möglicherweise aufgrund seiner schlechten Gesundheit nahm er offenbar an den Kämpfen in den nächsten Jahren nicht mehr aktiv teil. Spätestens im März 1309 wechselte er aber wieder die Seiten und nahm in St Andrews an dem ersten Parlament teil, dass Robert Bruce als König abhielt. Wenig später starb er. An seiner Beisetzung in Paisley Abbey nahm wahrscheinlich Robert Bruce teil.

## Familie und Nachkommen
Stewart hatte um nach 1296 Egidia (auch Gelis) geheiratet, eine Schwester von Richard de Burgh, 2. Earl of Ulster. Sie brachte nicht nur als Mitgift ein Gut bei Coleraine in Ulster mit in die Ehe, sondern durch die Heirat wurde Stewart ein Schwager eines wichtigen Gefolgsmanns des englischen Königs. Mit seiner Frau hatte Stewart mehrere Kinder, darunter:
- Andrew Stewart († zwischen 1306 und 1309)
- Walter Stewart (um 1296–1327)
- Sir John Stewart († 1318)
- James Stewart

Stewart machte nur geringe Stiftungen zugunsten von Kirchen und Klöstern und war wahrscheinlich nicht besonders religiös. Sein Erbe wurde schließlich sein Sohn Walter.

## Nachwirkung
Stewart war in einer politisch sehr unruhigen und schwierigen Zeit über zwanzig Jahre lang politisch aktiv, wobei er nie eine führende Rolle einnahm. Er agierte dabei vorsichtig und wie 1297 während der Schlacht bei Stirling Bridge verschlagen. Über seine Person ist wenig bekannt und seine Persönlichkeit bleibt schemenhaft, wobei er klar ein schottischer Patriot war. Offenbar war er kein Mann von vielen Worten, sondern eher ein Mann der Tat. Eine Nichte seiner Frau, Elizabeth de Burgh, heiratete 1302 Robert Bruce. Diese Ehe festigte die Bindungen zwischen den Familien Bruce und Stewart.